# کایو بونفیم
کایو بونفیم (پرتغالی: Caio Bonfim؛ زادهٔ ۱۹ مارس ۱۹۹۱) دونده پیاده‌روی سرعت اهل برزیل است.
از افتخارات وی میتوان به کسب مدال نقره در بازی‌های المپیک تابستانی ۲۰۲۴ اشاره کرد.